# Lekkoatletyka na Letnich Igrzyskach Olimpijskich 1964 – chód na 20 km mężczyzn
Chód na 20 kilometrów mężczyzn podczas XVIII Letnich Igrzysk Olimpijskich w Tokio rozegrano 15 października 1964 w parku Yoyogi. Start i meta znajdowały się na Stadionie Olimpijskim w Tokio. Zwycięzcą został Brytyjczyk Ken Matthews, a obrońca tytułu z igrzysk olimpijskich w Rzymie Wołodymyr Hołubnyczy zdobył brązowy medal, drugi z czterech zdobywanych w tej konkurencji na kolejnych igrzyskach olimpijskich.

## Rekordy

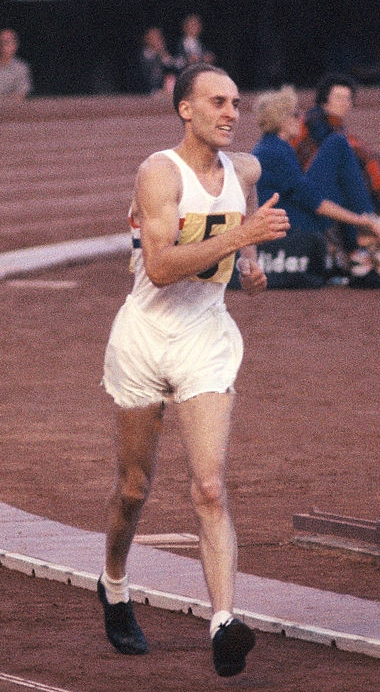
Ken Matthews na finiszowych metrach

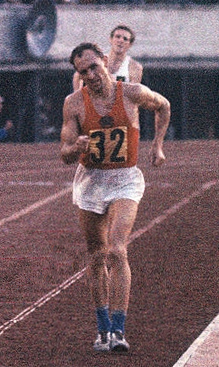
Wołodymyr Hołubnyczy zdobywa brązowy medal

|                   | Zawodnik           | Narodowość | Czas      | Data                   | Miejsce   |
| ----------------- | ------------------ | ---------- | --------- | ---------------------- | --------- |
| Rekord świata     | Anatolij Wiediakow | ZSRR       | 1:25:58   | 6 września 1959(dts)   | Moskwa    |
| Rekord olimpijski | Leonid Spirin      | ZSRR       | 1:31:27,4 | 28 listopada 1956(dts) | Melbourne |

## Wyniki
| Poz. - pozycja |
| - rekord świata \| - rekord krajowy \| - rekord życiowy \| = - wyrównany rekord życiowy \| · - najlepszy wynik w sezonie \| = - wyrównany najlepszy wynik w sezonie \| - rekord olimpijski |
| Fn – falstart \| DNF – nie ukończył \| DNS – nie wystartował \| DSQ – zdyskwalifikowany |

| Poz. | Zawodnik             | Narodowość        | Rezultat  | Uwagi |
| ---- | -------------------- | ----------------- | --------- | ----- |
| 1    | Ken Matthews         | Wielka Brytania   | 1:29:34,0 | OR    |
| 2    | Dieter Lindner       | Niemcy            | 1:31,13,2 |       |
| 3    | Wołodymyr Hołubnyczy | ZSRR              | 1:31:59,4 |       |
| 4    | Noel Freeman         | Australia         | 1:32:06,8 |       |
| 5    | Giennadij Sołodow    | ZSRR              | 1:32:33,0 |       |
| 6    | Ronald Zinn          | Stany Zjednoczone | 1:32:43,0 |       |
| 7    | Boris Chrołowicz     | ZSRR              | 1:32:45,4 |       |
| 8    | John Edgington       | Wielka Brytania   | 1:32:46,0 |       |
| 9    | Gerhard Sperling     | Niemcy            | 1:33:15,8 |       |
| 10   | John Paddick         | Wielka Brytania   | 1:33:28,4 |       |
| 11   | Alexander Bílek      | Czechosłowacja    | 1:33:45   |       |
| 12   | Hans-Georg Reimann   | Niemcy            | 1:34:51   |       |
| 13   | Henri Delerue        | Francja           | 1:34:58   |       |
| 14   | Tommy Kristensen     | Dania             | 1:35:30   |       |
| 15   | István Göri          | Węgry             | 1:35:38   |       |
| 16   | Charles Sowa         | Luksemburg        | 1:36:16   |       |
| 17   | Jack Mortland        | Stany Zjednoczone | 1:36:35   |       |
| 18   | Åke Söderlund        | Szwecja           | 1:36:53   |       |
| 19   | John Ljunggren       | Szwecja           | 1:37:03   |       |
| 20   | Roine Karlsson       | Szwecja           | 1:37:07   |       |
| 21   | Antal Kiss           | Węgry             | 1:38:27   |       |
| 22   | Ronald Crawford      | Australia         | 1:38,47   |       |
| 23   | Noboru Ishiguro      | Japonia           | 1:39:40   |       |
| 24   | Chedli El-Marghni    | Tunezja           | 1:41:11   |       |
| 25   | Kiue Kuribayashi     | Japonia           | 1:43:07   |       |
| 26   | Mieczysław Rutyna    | Polska            | 1:48:41   |       |
| –    | Bob Gardiner         | Australia         | DNF       |       |
| –    | Alex Oakley          | Kanada            | DNF       |       |
| –    | Ron Laird            | Stany Zjednoczone | DSQ       |       |
| –    | Yasuo Naitō          | Japonia           | DSQ       |       |